# 立川龍志
立川 龍志（たてかわ りゅうし、1948年9月17日 - ）は、東京都墨田区出身の落語家。本名：大塚 渉。落語立川流所属。出囃子：『砧』。

## 芸歴
- 1971年4月 - 七代目立川談志に入門、「金志」と名乗る。
- 1976年7月 - 二ツ目昇進、「金魚家錦魚」と改名。
- 1987年3月 - 真打昇進、「龍志」と改名。

## 受賞歴
- 1991年3月 - 国立花形演芸会金賞を受賞

## 人物
安田学園高等学校の後輩には三代目古今亭圓菊、九代目春風亭柳枝がいる。

## 弟子
- 二代目立川小談志 - 師匠七代目立川談志没に伴い移籍